# هاريسون مكينتوش
هاريسون مكينتوش (بالإنجليزية: Harrison McIntosh)‏ هو خزاف أمريكي، ولد في 11 سبتمبر 1914 في فاليجو في الولايات المتحدة، وتوفي في 21 يناير 2016 في كلاريمونت في الولايات المتحدة.